# غاستون سانغوي
غاستون ماكسيميليانو سانغوي (بالإسبانية: Gastón Maximiliano Sangoy)‏ (ولد في 5 أكتوبر 1984 في بارانا) هو لاعب كرة قدم أرجنتيني يلعب كمهاجم.

## المسيرة الرياضية
نشأ في أكاديمية بوكا جونيورز في الأرجنتين ثم لعب بنظام الإعارة في بداية مسيرته الرياضية في هولندا وإسرائيل وقبرص. يلعب أساسا كمهاجم ثاني ولكن أيضا كجناح أيمن وأيسر بسبب قدرته الكبيرة على اللعب بقدميه الاثنتين وهو مشهور بتنفيذ الركلات الحرة المباشرة بامتياز.

### الجامعي دي بيرو
في يناير 2006 انتقل إلى بيرو للعب في الجامعي دي بيرو. لعب في كأس ليبرتادوريس وسجل 3 أهداف في 5 مباريات.

### اللعب في إسرائيل والاستقرار في قبرص
بعد خوضه لفترة تجربة في مكابي تل أبيب رفض النادي الإسرائيلي عرض الإعارة مشيراً إلى مشكلته في التحكم بالوزن. ثم وجد طريقه إلى هبوعيل عسقلان من الدرجة الثانية. هناك قدم موسم ناجح بقيادة الفريق إلى نهائي بطولة كأس إسرائيل. على الرغم من أدائه في الكأس فقد هبط النادي إلى الدرجة الثالثة وغادر سانغوي إسرائيل للتعاقد مع النادي القبرصي أبولون ليماسول. في أبريل 2008 بعد عدة عروض لائقة مع ناديه الجديد وقع عقد لمدة أربع سنوات بحيث ينتهي في عام 2012. على الرغم من كونه موسمًا مخيبا للآمال للغاية لأبولون ليماسول فإن سانغوي سجل في موسم 2008-09 20 هدف في 27 مباراة في البطولة ونتيجة لذلك كان اللاعب المفضل لدى مشجعي النادي. في مايو 2009 تم اتخاذ قرار مثير للجدل من قبل اتحاد قبرص لكرة القدم. بعد الإعلان عن شهر قبل أن يتم تحديد أفضل هداف في الدوري في نهاية الموسم العادي الذي كان في ذلك الوقت كان سانغوي عكس اتحاد قبرص لكرة القدم قراره بقوله أن هداف الدوري سيقرر بعد تصفيات البقاء. وهكذا خسر سانغوي الذي فضل مدربه إشراكه في مباريات الكأس الأكثر أهمية لقب الحذاء الذهبي. في عام 2009 أصبح قائد أبولون ليماسول.
في عام 2010 لعب دورا رئيسيا في مساعدة فريقه أبولون ليماسول على الفوز بكأس قبرص.

### الوكرة
انضم سانغوي إلى الوكرة في دوري نجوم قطر في يوليو 2015.